# Oranim
Oranim (hebrejsky אֳרָנִים nebo אורנים, doslova „Borovice“, v oficiálním přepisu do angličtiny Oranim) je školský komplex a sídlo v Izraeli, v Haifském distriktu, v Oblastní radě Zevulun.

## Geografie
Leží v nadmořské výšce 82 metrů na jihozápadním okraji pahorků Dolní Galileji, nedaleko od místa, kde řeka Kišon ústí do Zebulunského údolí, cca 14 kilometrů od břehů Haifského zálivu.
Obec se nachází cca 77 kilometrů severovýchodně od centra Tel Avivu a cca 15 kilometrů jihovýchodně od centra Haify. Tvoří součást zastavěného území města Kirjat Tiv'on, byť administrativně má samostatný status a na rozdíl od Kirjat Tiv'on je členem Oblastní rady Zevulun. Oranim je židovské sídlo, přičemž osídlení v tomto regionu je etnicky převážně židovské. Sídla izraelských Arabů respektive beduínů začínají až v kopcích severovýchodně odtud. V horách masivu Karmel západně odtud zase sídlí Drúzové.
Oranim je na dopravní síť napojen k jihu a západu pomocí místních komunikací v rámci města Kirjat Tiv'on.

## Dějiny
Oranim byl založen v roce 1951. Podle jiného zdroje došlo k založení až roku 1952. Jde o komplex vysoké školy zaměřené na výchovu učitelů. Škola má cca 5500 žáků v několika studijních programech bakalářského typu.
Pojmenování získala podle okolních borovicových lesů.

## Demografie
Podle údajů z roku 2014 tvořili naprostou většinu obyvatel v Oranim Židé (včetně statistické kategorie "ostatní", která zahrnuje nearabské obyvatele židovského původu ale bez formální příslušnosti k židovskému náboženství).
Jde o menší sídlo s populací, která převážně sestává ze zaměstnanců školy. K 31. prosinci 2014 zde žilo 176 lidí. Během roku 2014 populace klesla o 20,4 %.
| Rok            | 1961 | 1972 | 1983 | 1995 | 2001 | 2003 | 2004 | 2005 | 2006 | 2007 | 2008 | 2009 | 2010 | 2011 | 2012 | 2013 | 2014 |
| -------------- | ---- | ---- | ---- | ---- | ---- | ---- | ---- | ---- | ---- | ---- | ---- | ---- | ---- | ---- | ---- | ---- | ---- |
| Počet obyvatel | 130  | 117  | 127  | 199  | 205  | 213  | 211  | 212  | 209  | 207  | 206  | 244  | 227  | 262  | 222  | 221  | 176  |